# Myrmecacis eremnops
Myrmecacis eremnops là một loài tò vò trong họ Ichneumonidae.